# Bâtiment de l'Assemblée générale des Nations unies
Le bâtiment de l'Assemblée générale des Nations unies fait partie du siège des Nations unies dans le quartier de Turtle Bay à Manhattan à New York. Il abrite la salle de séance principale de l'Assemblée générale des Nations unies, le principal organe délibératif, décisionnel et représentatif des Nations unies (ONU). Le bâtiment a été conçu par un groupe d'architectes dirigé par Wallace Harrison. Il est relié aux autres bâtiments du siège de l'ONU, notamment le bâtiment du Secrétariat et la bibliothèque Dag Hammarskjöld. Bien que le bâtiment soit physiquement situé aux États-Unis, il est exempté de certaines réglementations locales car le site est sous la juridiction de l'ONU.
Le bâtiment de l'Assemblée générale est une structure de quatre étages mesurant 116 mètres par 49, avec des murs concaves à l'ouest et à l'est, ainsi qu'un toit concave avec un dôme. Le bâtiment comprend un hall pour les journalistes et le grand public au nord, ainsi qu'un hall pour les délégués au sud. La partie centrale du bâtiment de l'Assemblée générale est la salle de l'Assemblée générale, qui a une capacité de 1 800 places assises et mesure 50 m de long, 35 m de large et 23 m de haut. Chaque délégation dispose de six sièges dans la salle, orientés au sud vers une tribune et un mur semi-circulaire lambrissé avec des cabines. Le bâtiment comprend également d'autres espaces, notamment un salon pour les délégués et les bureaux du président de l'Assemblée générale des Nations unies au deuxième étage, une salle de méditation au rez-de-chaussée, et divers magasins et salles de conférence au sous-sol.
Le processus de conception du siège des Nations unies a officiellement commencé en février 1947. Le bâtiment de l’Assemblée générale est le troisième bâtiment à être construit au siège, après les bâtiments du Secrétariat et de la Conférence. La construction de la charpente métallique du bâtiment de l'Assemblée générale a commencé en février 1950 et le bâtiment a été officiellement inauguré le 10 octobre 1952. L'élargissement rapide des Nations unies a incité l'ONU à modifier à plusieurs reprises l'agencement de la salle dans les années 1960. La salle de l'Assemblée générale a été fermée pour rénovation de 1978 à 1979 afin d'accueillir des délégations supplémentaires. Le bâtiment a commencé à se détériorer dans les années 1980 en raison d’un manque de financement, et les responsables de l’ONU ont envisagé de rénover le complexe à la fin des années 1990, mais le projet a été reporté de plusieurs années. Dans le cadre d’un vaste projet lancé en 2008, le bâtiment de l’Assemblée générale a été rénové de 2013 à 2014.

## Situation
Le bâtiment de l'Assemblée générale fait partie du siège des Nations unies dans le quartier de Turtle Bay à Manhattan à New York. Il occupe un terrain délimité par la Première Avenue à l'ouest, la 42e Rue au sud, l'East River à l'est et la 48e Rue au nord. Bien qu'il soit physiquement situé aux États-Unis, le territoire sous-jacent est sous la juridiction des Nations unies. Le site est techniquement extraterritorial en vertu d'un traité avec le gouvernement américain, bien qu'il ne s'agisse pas d'un territoire régi par l'ONU,. La plupart des lois locales, étatiques et fédérales s’appliquent toujours au sein du siège de l’ONU. En raison du statut extraterritorial du site, les bâtiments du siège ne sont pas des monuments protégés de la ville de New York, car une telle désignation relève de la compétence de la Commission de préservation des monuments de la ville de New York.
Le bâtiment de l'Assemblée générale occupe le centre du site des Nations unies, s'étendant approximativement entre la 44e rue au sud et la 45e rue au nord. Le bâtiment est directement relié au bâtiment des conférences (abritant le Conseil de sécurité) au sud-est, et il est également indirectement relié au bâtiment du secrétariat des Nations unies et à la bibliothèque Dag Hammarskjöld au sud,. La cloche japonaise de la paix se trouve juste au sud du bâtiment, et un bosquet de sycomores est planté sur le côté. Sur la partie ouest du site, le long de la Première Avenue, se trouvent les drapeaux de l'ONU, de ses États membres et de ses États observateurs. À l'extérieur du siège de l'ONU, la Trump World Tower et la Japan Society se trouvent au nord-ouest, et les One et Two United Nations Plaza (y compris l'hôtel Millennium Hilton New York One UN Plaza) se trouvent au sud-ouest.
Historiquement, le site faisait partie d'une crique appelée Turtle Bay. La crique, située entre ce qui est aujourd'hui les 45e et 48e rues, était alimentée par un ruisseau qui coulait de l'intersection actuelle de la deuxième avenue et de la 48e rue. Un ruisseau provenant de l'extrémité sud de l'actuel Central Park se déversait également dans Turtle Bay. Le premier établissement sur le site était une ferme de tabac construite en 1639. Le site a été aménagé en résidences au XIXe siècle. Des abattoirs ont fonctionné sur le côté est de la Première Avenue pendant plus de cent ans jusqu'à la construction du siège des Nations unies. L'ONU a acheté le site en 1946 à la seule condition qu'elle ne puisse jamais abattre de bétail sur ce terrain.

## Architecture
Le bâtiment de l'Assemblée générale a été conçu dans le style international par une équipe de dix architectes travaillant sous la direction du directeur de la planification Wallace K. Harrison. Le comité de conception était composé de ND Bassov de l'Union soviétique, Gaston Brunfaut de Belgique, Ernest Cormier du Canada, Le Corbusier de France, Liang Seu-cheng de Chine, Sven Markelius de Suède, Oscar Niemeyer du Brésil, Howard Robertson du Royaume-Uni, GA Soilleux d'Australie, et Julio Vilamajó d'Uruguay,. De plus, David Fine de United States Steel a supervisé la construction du bâtiment de l'Assemblée générale.

### Forme et façade

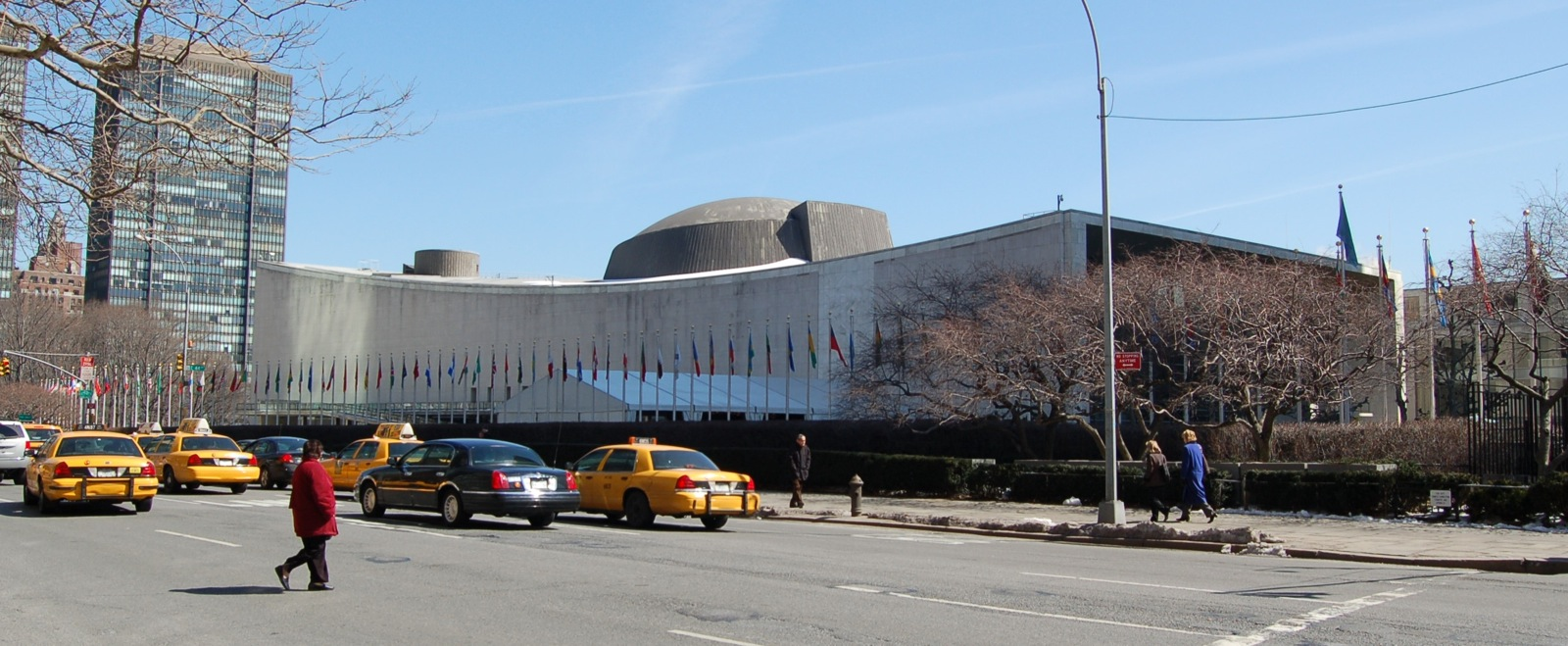
Le bâtiment vu de la 44e rue, avec son dôme peu profond au centre.

La masse de cinq étages du bâtiment de l'Assemblée générale a la forme d'une selle,. Les larges élévations occidentales et orientales de la façade se courbent vers l'intérieur, et mesurent environ 120 m de large,. Le toit du bâtiment est également courbé vers l'intérieur, ce qui a conduit le magazine Time à comparer le bâtiment à une bâche. Les élévations nord et sud plus étroites sont plates et mesurent 49 m de large. Il n'y a pas de fenêtres sur la Première Avenue. Les plans originaux du bâtiment prévoyaient que la façade soit en marbre, mais la façade a finalement été construite en pierre de Portland d'Angleterre,. La façade contient environ 340 m3 de pierre de Portland,. Il y a une rampe de sortie de secours à deux niveaux face à la Première Avenue.
Contrairement au bâtiment rectangulaire du Secrétariat, le bâtiment de l'Assemblée générale présente une masse incurvée ; même les murs et les sols ne sont pas perpendiculaires. Le Corbusier, qui avait conçu la volumétrie du bâtiment, avait prévu que la forme incurvée soit le point focal visuel de l'ensemble du complexe du siège. Le centre du bâtiment, directement au-dessus de la salle de l'Assemblée générale, contient un dôme peu profond au-dessus,. Le toit du bâtiment devait initialement être une courbe ininterrompue, mais le dôme a été ajouté après que le chef de la mission des États-Unis auprès des Nations unies l'ait suggéré. Selon un récit, l'inclusion du dôme avait pour but de convaincre le Congrès des États-Unis d'approuver plus rapidement le financement du siège, à un moment où il n'y avait pas beaucoup de fonds disponibles pour le projet,.
Les portes d'entrée du bâtiment de l'Assemblée générale se trouvent sur les élévations sud et nord de la façade,. L'élévation sud mesure environ 16,3 m de haut,; il contient des parois de verre encastrées dans un cadre en marbre et divisées par une grille de cadres de fenêtres en métal,,. L'élévation nord contient des piliers verticaux en marbre entrecoupés de verre photosensible. Les architectes voulaient créer un effet d'éclairage que l'on voit couramment dans les cathédrales, ils ont donc rendu les murs de verre translucides. Des conduits de chauffage sont intégrés à ces piliers en marbre. Le gouvernement canadien a fait don de sept portes en nickel et en bronze, qui ont été installées aux entrées principales du bâtiment,. Chaque porte mesure environ 1,2 m de large sur environ 3,0 m de haut. Il y a quatre panneaux en bas-relief sur chaque porte, qui représentent la paix, la justice, la vérité et la fraternité,. L'entrée sud, près de la 44e rue, est utilisée par les délégués, tandis que l'entrée nord, entre la 45e et la 46e rue, est utilisée par le public.

### Intérieur
Le bâtiment comprend trois niveaux de galeries ; les délégués utilisent le deuxième niveau, tandis que le public et les membres des médias utilisent les premier et troisième niveaux,. Les passages utilisés par les journalistes et les membres du public étaient physiquement séparés des passages utilisés par les délégués. Conformément au caractère international de l’ONU, l’intérieur du bâtiment est décoré de meubles, d’œuvres d’art et d’autres équipements provenant du monde entier. Par exemple, les gouvernements de l’Inde et de l’Équateur ont fait don de tapis et de moquettes, tandis que le gouvernement thaïlandais a fait don de sièges. Le bâtiment abrite également des œuvres d'art offertes par les gouvernements belge et brésilien, ainsi qu'un pendule de Foucault offert par les Pays-Bas. De plus, le bâtiment contenait plus de 3 000 spécimens de plantes, représentant 20 espèces. Les intérieurs conservent certains détails de conception des années 1950, tels que les horloges de bureau synchronisées et les panneaux de sortie vintage.

#### Halls

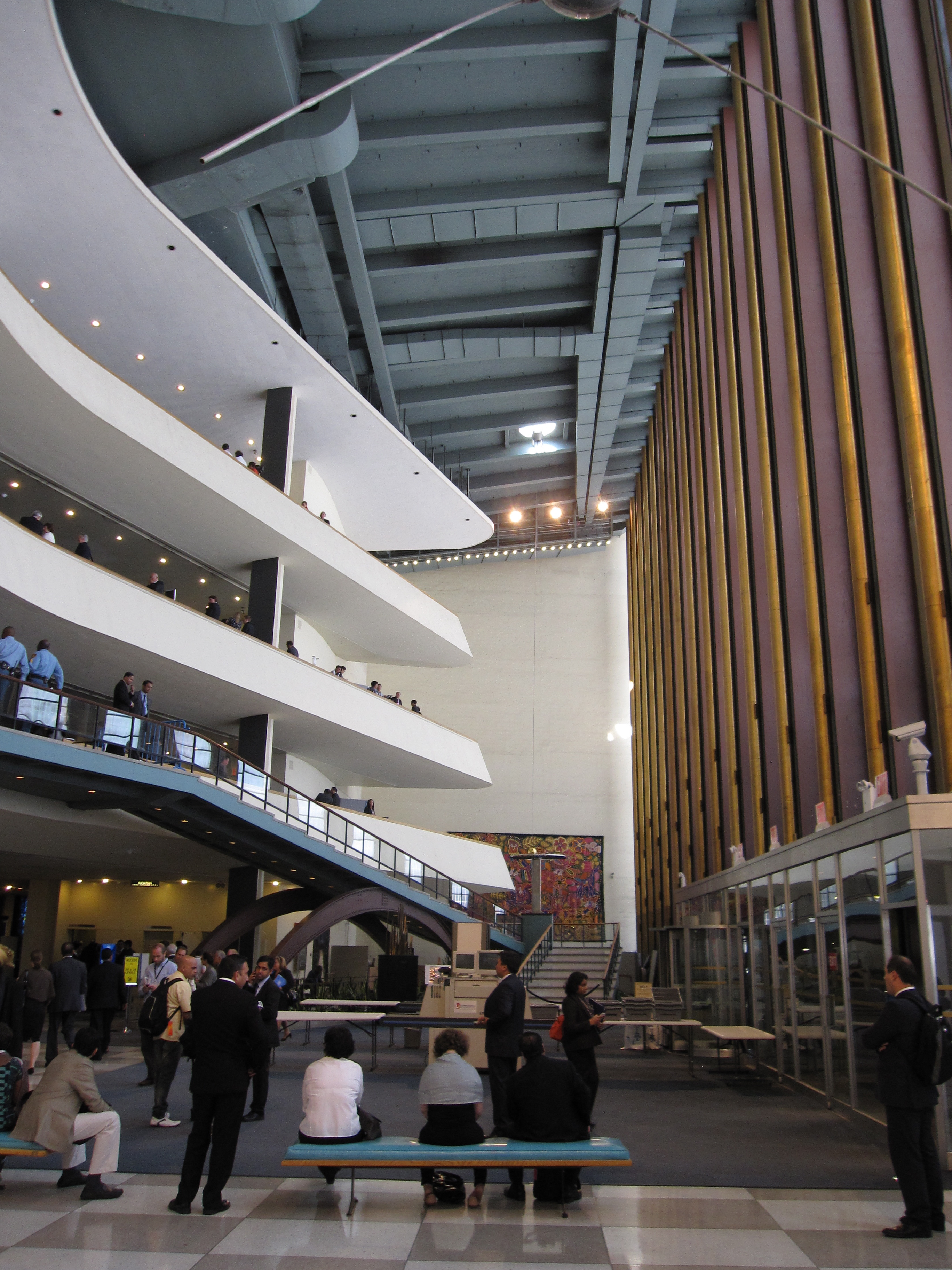
Intérieur du hall nord, avec la rampe à gradins en arrière-plan.

Le hall nord a été conçu comme l'entrée des journalistes et des membres du public,,. Trois niveaux de balcons sont en porte-à-faux au-dessus de l'espace. Le hall mesure 23 m de haut et est surmonté d'un puits de lumière circulaire mesurant environ 1,2 m à travers. Une statue du dieu grec antique Poséidon, offerte par le gouvernement grec, se dresse au milieu du hall,. L'espace contient également un kiosque d'information en forme de coquille Saint-Jacques. Une rampe à gradins mène du rez-de-chaussée au premier balcon. Il contenait de nombreuses espèces de plantes, qui étaient éclairées par des spots dissimulés. Il y a un pendule de Foucaud de 91 kg adjacent à la rampe à gradins, offert par le gouvernement néerlandais,. Le mur gauche (est) du hall nord contient un hall menant au hall sud, tandis que le mur droit (ouest) comprend une salle de méditation,. Le hall nord contient également des passages vers des salles de réunion, ainsi qu'un espace pour les expositions,.
Le hall sud est l'entrée des délégués,,. Il y a une salle d'accueil à côté du hall des délégués, ainsi que deux bureaux d'information dans ce hall. Juste derrière la façade vitrée du hall sud se trouve un ensemble d'escalators pour les délégués. Au deuxième étage se trouve une tapisserie conçue par l'artiste belge Peter Colfs, intitulée Triomphe de la paix ,. La tapisserie représente de nombreuses figures allégoriques sur un fond bleu et vert,. Mesurant 13,26 m de large et 8,69 m de haut,, c'était la plus grande tapisserie du monde lorsqu'elle a été achevée,. Le peintre brésilien Candido Portinari a également conçu Guerre et Paix, une paire de peintures murales au premier étage. Chaque murale mesure 14 m par 10 m,,.

#### Salle de l'Assemblée générale
L'élément central du bâtiment est la salle de l'Assemblée générale, qui peut accueillir 1 800 personnes. La chambre mesure 50 m de long et 35 m de large. La salle occupe les deuxième à quatrième étages du bâtiment,. Lors de la planification, la salle de l'Assemblée générale était prévue pour accueillir 850 délégués, 350 journalistes et 900 membres du public ,,. Une fois construit, le rez-de-chaussée pouvait accueillir 636 ou 750 délégués, tandis que les cabines et les balcons de la salle pouvaient accueillir 234 journalistes et 800 membres du public,. En 1977, la salle pouvait accueillir 1 060 délégués et délégués suppléants, 160 journalistes, 336 membres du public, et 542 conseillers ou invités de délégations.

##### Tribune

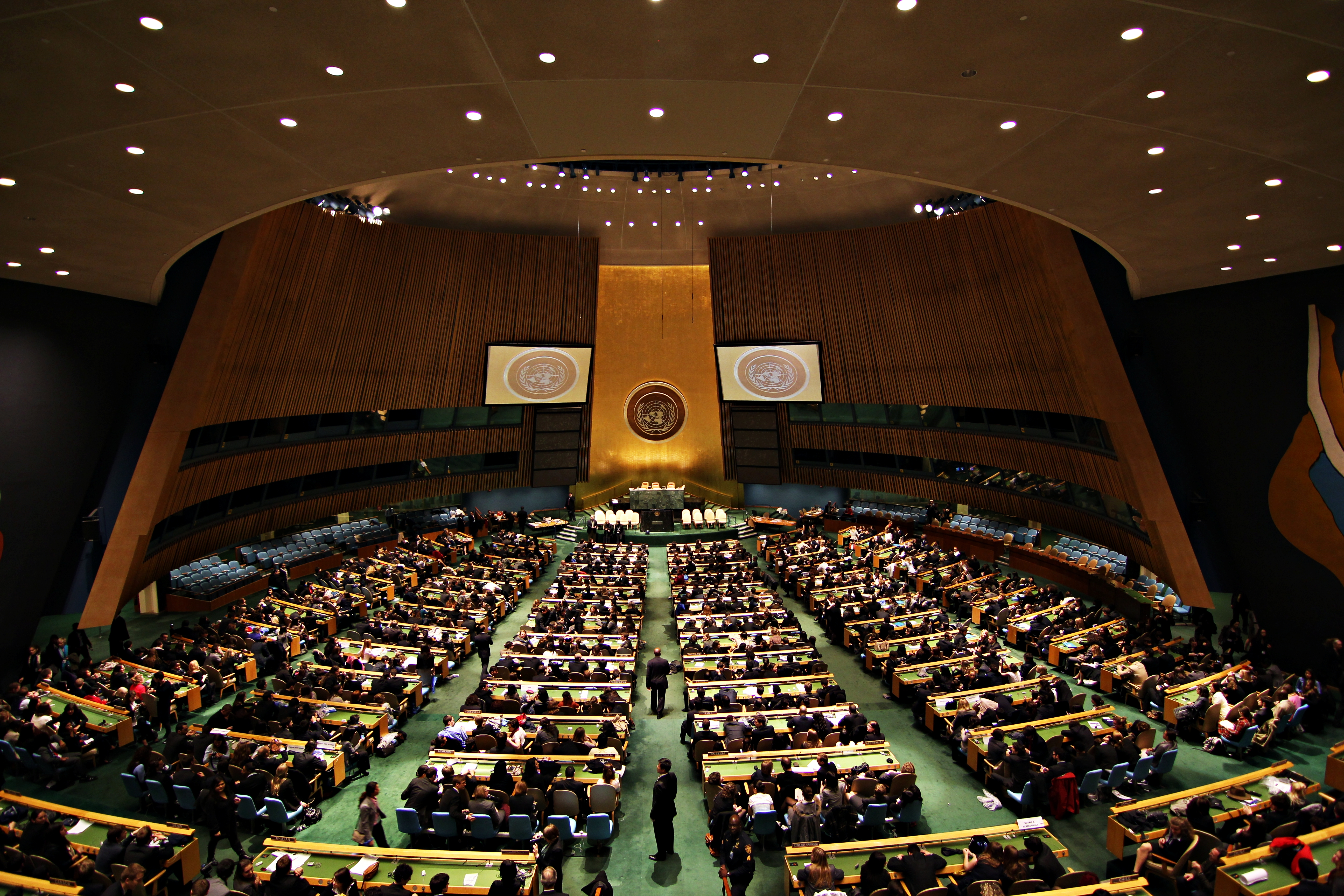
Salle de l'Assemblée générale des Nations unies, face à la tribune.

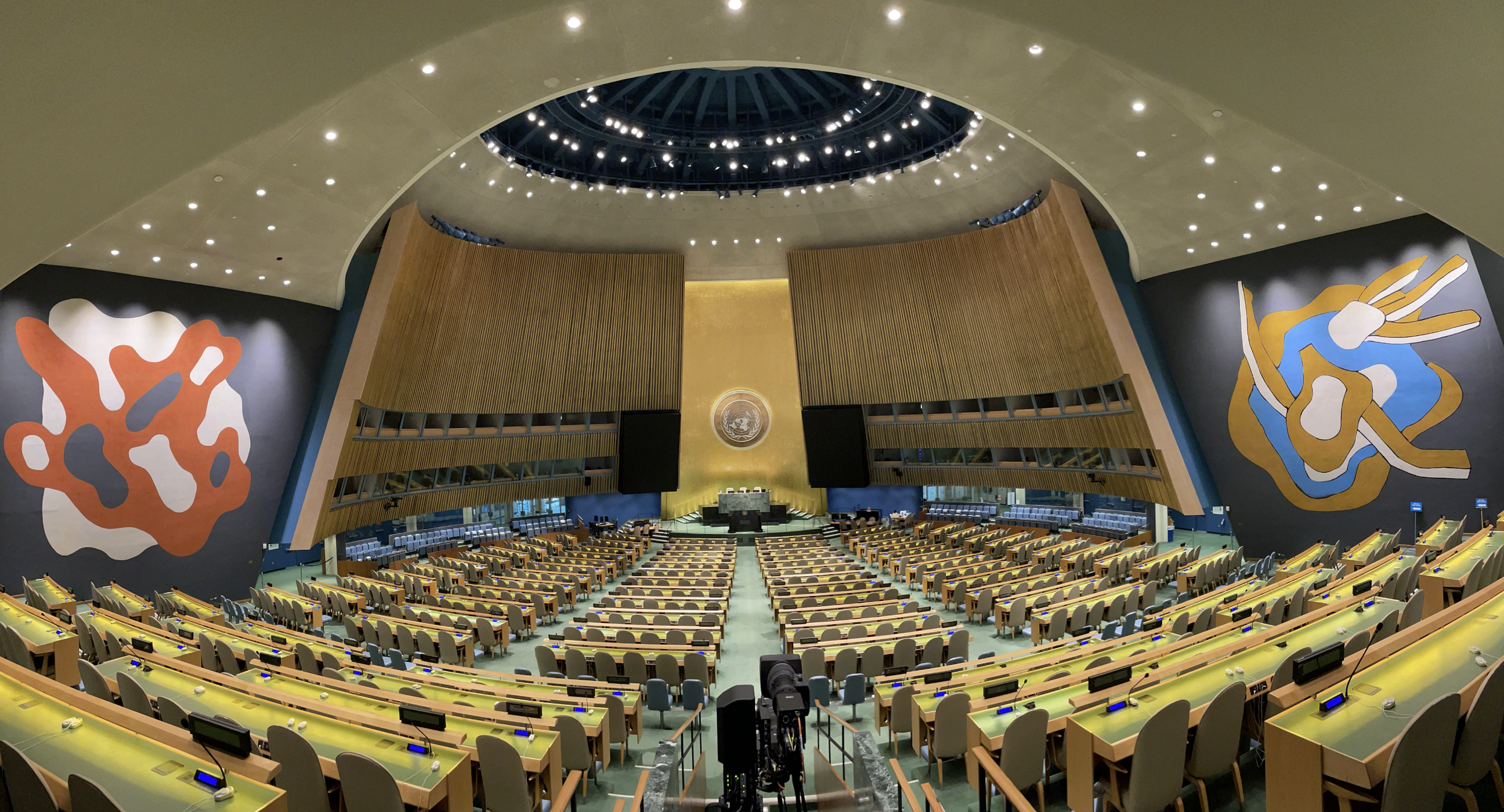
Vue complète de la salle.

Au sud de la salle de séance se trouve la tribune avec un bureau de marbre vert pour le président de l'Assemblée, le secrétaire général et le secrétaire général adjoint pour les affaires de l'Assemblée générale et à la gestion des conférences,. Il y a devant un poduim dans un style similaire. Derrière la tribune se trouve l'emblème de l'ONU sur un fond doré, entouré par des bouclier mesurant 91 cm. L'emblème était jadis entourée d'éclairage en forme de disque, mais les journalistes ne pouvant pas prendre des photographies et vidéos de haute-qualité des intervenants à la tribune, ils furent couverts de feuille d'or. Le mur sud de la salle, derrière la tribune, affichait à l'origine les sceaux des États membre en 1952,. Les sceaux ont été créés par l'artiste étasunien Bruce Gregory. L'emblème des 51 premiers membres de l'ONU était organisés par ordre alphabétique anglais, et ceux des adhérents ultérieurs seraient placés sur les côtés. Sur les 60 sceaux commandés, 54 avaient été livrés avant que le secrétaire général Dag Hammarskjöld n'abandonne cet ornement. Les sceaux existants ont été retirés en 1956.
Encadrant la tribune, dans la moitié sud de la salle, se trouve un mur semi-circulaire lambrissé qui se rétrécit à mesure qu'il se rapproche du plafond et entoure la partie avant de la salle,. La partie inférieure du mur est constituée d'un bois cannelé (probablement de l'acajou) avec un alliage de laiton ou de cuivre. La partie supérieure du mur est constituée de carreaux acoustiques. Les murs en bois cannelé étaient destinés à améliorer l'acoustique de la salle,. La salle est entourée de deux niveaux de cabines pour les interprètes, les médias et les photographes,,. Ces cabines sont placées à l'intérieur des panneaux de bois cannelés. Il y avait initialement 34 cabines au total. Les cabines sont disposées de en arc de cercle mais sont fermées. Le balcon nord de la salle de l'Assemblée générale contient une double porte peu utilisée avec une porte en marbre et des poignées circulaires. Cette porte est le plus souvent utilisée par les hauts fonctionnaires et la royauté, et elle mène à un couloir qui descend en pente raide jusqu'au centre de la salle.
Le plafond au-dessus de la tribune est un dôme peu profond mesurant 23 m élevé,. Le dôme est semblable à ceux des bâtiments construits pour le gouvernement fédéral américain. La partie supérieure du dôme est peinte en bleu ciel et présente un design simple,. Quatre ensembles de projecteurs entourent le dôme. De plus, le sommet du dôme contient un médaillon en plâtre, avec une lucarne mesurant 1,5 m à travers.

##### Sièges des délégués
La moitié nord de la salle présente une disposition plus standard, avec des sièges pour les délégués au rez-de-chaussée et un balcon entourant ce niveau,. Chaque délégation est assise à un bureau face à la tribune. Chaque bureau de délégué est équipé d'un récepteur fixe, d'une commande de microphone et de boutons pour le vote électronique,. Il y a également des écouteurs, permettant aux délégués d'écouter soit les orateurs à la tribune, soit les interprètes s'exprimant dans l'une des langues officielles des Nations unies,. Les délégations de la première rangée sont sélectionnées au hasard chaque année, et les délégations restantes sont placées par ordre alphabétique anglais après les délégations de la première rangée,,. La salle de l'Assemblée générale a été agrandie en 1980, lorsque sa capacité a été augmentée pour accueillir l'augmentation du nombre de membres. Chacune des délégations dispose de six sièges dans la salle,: trois chaises beiges pour les délégués titulaires et trois sièges bleus pour les délégués suppléants.
Cette section contient deux peintures murales, conçues par l'artiste français Fernand Léger et peintes par son élève Bruce Gregory,. Les peintures murales mesurent chacune 9,1 m. La fresque sur le mur de gauche est peinte en orange, gris et blanc, tandis que la fresque sur le mur de droite est peinte en bleu, jaune et blanc,. Le président américain Harry S. Truman a appelé la fresque de gauche « Œufs brouillés » et celle de droite « Bugs Bunny ». Les peintures murales ont été offertes par l'Association américaine pour les Nations unies au nom d'un donateur anonyme,. Aline B. Louchheim a qualifié les peintures murales de Léger de « quelque chose de beau » et a déclaré que chacune des différentes formes des peintures murales avait de la vitalité. Le plafond de la salle est dépourvu de finitions décoratives et contient un éclairage encastré.

#### Autres espaces au premier et au deuxième étage
Au deuxième étage, juste derrière la salle de l'Assemblée générale, se trouve la salle GA 200,. La salle, qui s'étend sur 190 ou 230 m2, abrite les bureaux du secrétaire général des Nations unies et du président de l'Assemblée générale des Nations nies,. L'espace est utilisé pour des réunions privées avec le secrétaire général et contient également un espace presse, des bureaux et un salon. Le mur est décoré d'une peinture à l'huile de Johannes Kjarval, un cadeau du gouvernement islandais. En 2005, un groupe d'entreprises suisses a redécoré l'espace dans un style minimaliste. Le design moderne comprend des murs en bois de noyer, une moquette de couleur crème, des cloisons coulissantes et des meubles sur mesure,. Les bureaux du président de l'Assemblée générale et du secrétaire général sont placés derrière les cloisons coulissantes. Les meubles, les murs et le sol de la pièce portent le mot « paix » inscrit dans les langues officielles des Nations unies. En outre, le préambule de la Charte des Nations unies est inscrit sur le mur nord, directement derrière la tribune.
Il y a un salon pour les délégués sur le côté sud du deuxième étage, qui relie également le bâtiment de la conférence le long de l'East River,. En 1961, le New York Times a décrit la salle comme « le lieu où les accords sur des questions cruciales sont souvent convenus à l'avance ». Le mur nord du salon des délégués, face à l'East River, est en verre,,. Le salon contenait des meubles de style moderne tels que les chaises Barcelona de Ludwig Mies van der Rohe et les fauteuils club de Florence Knoll, et les plantes de la pièce ont été sélectionnées en fonction de leur capacité à survivre aux courants d'air et à la fumée de tabac. Le salon mesurait à l'origine 7,0 m de haut ; une mezzanine a été ajoutée au-dessus du salon dans les années 1970, mais la mezzanine a été supprimée en 2013 à la suite d'une rénovation conçue par Rem Koolhaas et plusieurs designers néerlandais. Le salon moderne comprend un bar en résine et un bureau information, ainsi qu'un tableau d'affichage numérique à l'ouest. À côté du salon des délégués se trouvent le foyer est (qui se connecte directement au hall sud) et le salon indonésien,. La Kiswa de la Sainte Kaaba, un cadeau du gouvernement d'Arabie saoudite, est accrochée dans le salon indonésien.
La salle de méditation à côté du hall nord peut accueillir environ 30 personnes. Lorsque la salle de méditation a ouvert ses portes en 1952, elle était centrée autour d'une souche d'acajou africain vieille de 250 ans. Celle-ci a été remplacée en 1957 par un morceau de minerai de fer suédois, offert par le roi de Suède et le gouvernement de Suède. La salle de méditation contenait également une fresque de l'artiste suédois Bo Beskow, inaugurée en 1957,. La salle de méditation a été fermée dans les années 1980 en raison de vandalisme, mais elle a été rouverte en 1998. Le premier étage du bâtiment de l'Assemblée générale contient également des portraits en tapis de soie de tous les secrétaires généraux des Nations unies, qui ont été offert par l'Iran en 1997,.

#### Espaces en sous-sol
Il y a une grande salle de conférence et huit salles de conférence plus petites (à l'origine quatre,) au sous-sol sous la salle de l'Assemblée générale. La grande salle peut accueillir environ 60 personnes, tandis que les salles plus petites peuvent accueillir 40 personnes chacune. L'une des salles de conférence est décorée de boiseries offertes par le gouvernement britannique,,; chaque panneau représente un animal, un oiseau ou une fleur du Royaume-Uni. Cette salle, qui dispose de 33 sièges, est officiellement appelée salle de conférence 8 mais est surnommée salle du Royaume-Uni. Les gouvernements d’Australie et de Nouvelle-Zélande ont également fait don de boiseries pour les salles de conférence.
Le sous-sol abrite également des studios de télévision et de radio, un studio d'enregistrement sonore et une salle de contrôle principale pour le système de communication du siège des Nations unies. Le studio de télévision principal, connu sous le nom de Studio H, est utilisé à la fois pour les émissions en direct et les messages enregistrés; il existe également cinq studios de radio. De plus, le sous-sol dispose de plusieurs installations pour les visiteurs, notamment un café, une boutique de cadeaux, un comptoir de vente de timbres, une boutique de souvenirs et une librairie,. L'Unité des enquêtes publiques des Nations unies est également hébergée au sous-sol.

## Histoire

### Développement
Le promoteur immobilier William Zeckendorf a acheté un site sur la Première Avenue en 1946, dans l'intention de créer un projet appelé « X City », mais il n'a pas pu obtenir de financement pour son développement,,. À l’époque, l’ONU opérait à partir d’un siège temporaire à Lake Success, dans l'État de New York, bien qu’elle souhaitait construire un siège permanent aux États-Unis. Plusieurs villes ont concouru pour accueillir le siège de l’ONU avant que New York ne soit sélectionnée,. John D. Rockefeller Jr. a payé 8,5 millions de dollars américains pour une option sur le site de X City,, et il en fit don à l'ONU en décembre 1946,,. L'ONU a accepté ce don, malgré les objections de plusieurs architectes de renom tels que Le Corbusier,. L'ONU a engagé le directeur de la planification Wallace Harrison, du cabinet Harrison & Abramovitz, pour diriger la conception du siège. Il était assisté par un comité de conception composé de dix architectes,,.

#### Planification

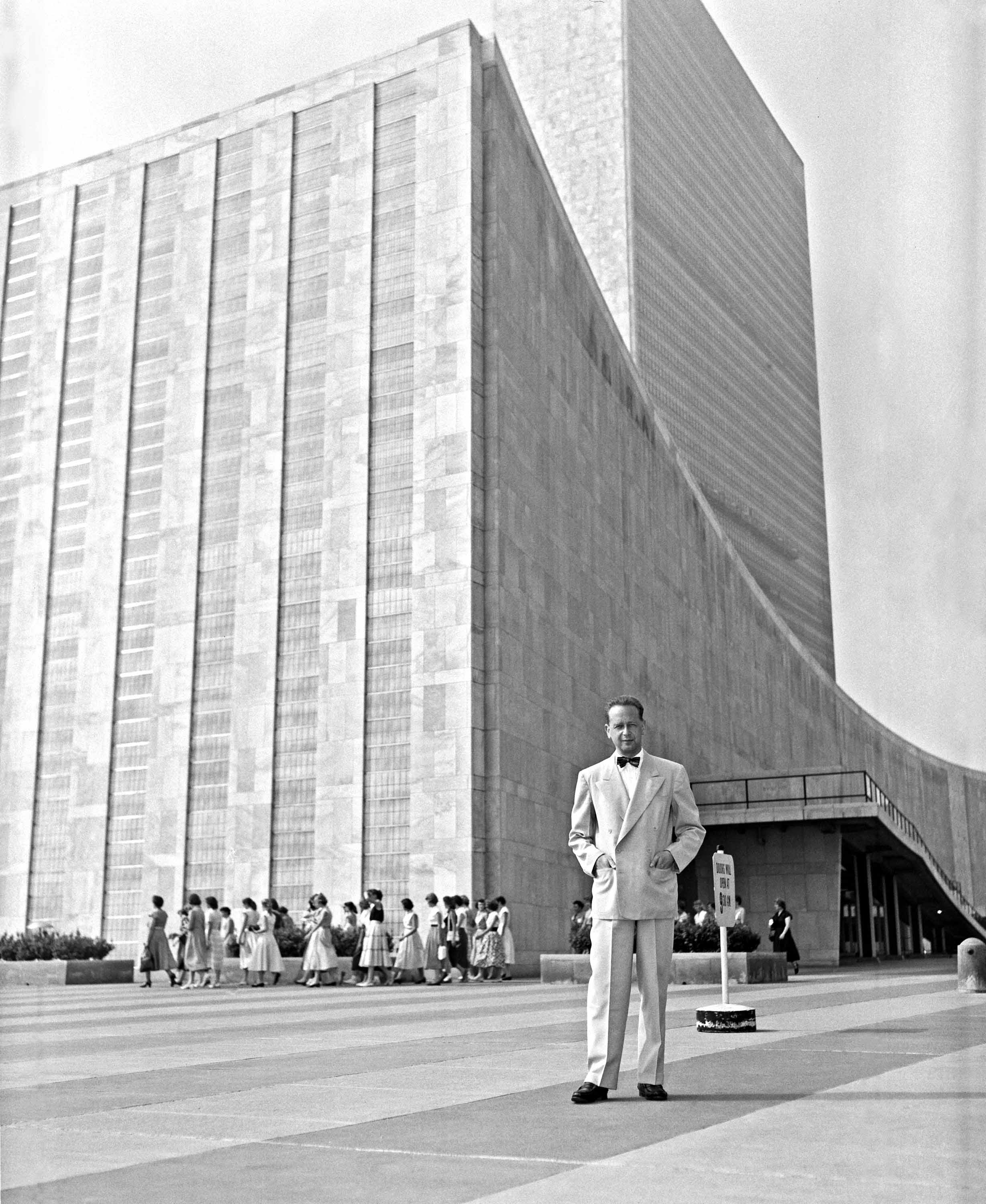
Le deuxième secrétaire général des Nations unies, Dag Hammarskjöld, devant le bâtiment de l'Assemblée générale avec le bâtiment du Secrétariat en arrière-plan.

Le processus de conception du siège des Nations unies a officiellement commencé en février 1947,. Chaque architecte du comité de conception a conçu son propre plan pour le site, et certains architectes ont créé plusieurs projets,. Tous les plans devaient inclure au moins trois bâtiments : un pour l'Assemblée générale, un pour le Secrétariat et un pour les salles de conférence,. Les plans devaient respecter plusieurs « principes de base ». Par exemple, le bâtiment de l’Assemblée générale devait être construit à l’extrémité nord du site, en face du bâtiment du Secrétariat à l’extrémité sud. En mars 1947, les architectes avaient élaboré des esquisses préliminaires pour le siège,. Le même mois, le comité de conception a publié deux projets alternatifs pour un complexe de cinq bâtiments, ancré par le bâtiment du Secrétariat au sud et une paire de bâtiments de 35 étages au nord,,.
Après de nombreuses discussions, Harrison a décidé de sélectionner un projet basé sur les propositions de deux membres du comité, Oscar Niemeyer et Le Corbusier,,. Même si le processus de conception était un effort collaboratif,, Le Corbusier s'en est attribué tout le mérite, affirmant que les bâtiments étaient « 100 % l'architecture et l'urbanisme dy Corbusier ». Le comité de conception a présenté ses plans définitifs pour le siège des Nations Unies en mai 1947. Les plans prévoyaient une tour de Secrétariat de 45 étages à l'extrémité sud du site, un immeuble de bureaux de 30 étages à l'extrémité nord et plusieurs structures de faible hauteur (y compris le bâtiment de l'Assemblée générale) entre les deux),. Le comité a approuvé ce plan à l’unanimité. Dans le plan original, la masse du bâtiment de l'Assemblée générale ressemblait à un éventail géant,.
Le projet a connu des retards à la mi-1947, lorsqu'un exploitant de l'abattoir sur le site a demandé qu'il soit autorisé à rester pendant plusieurs mois,. Le complexe devait initialement coûter 85 millions de dollards américains,. La démolition du site a commencé en juillet 1947,. Le même mois, le secrétaire général de l’ONU, Trygve Lie, et les architectes ont commencé à discuter des moyens de réduire les coûts de construction en réduisant la taille du siège. L'Assemblée générale a voté pour approuver la conception du siège en novembre 1947,. Le mois suivant, les architectes révisaient les plans du bâtiment de l’Assemblée générale, même si le reste du complexe devait rester inchangé. Le plan révisé prévoyait une structure « en forme de coin » avec des murs aveugles. Il y aurait eu deux auditoriums, qui se seraient fait face selon une disposition en forme de sablier, avec des murs droits à l'ouest et à l'est. Les architectes ont supprimé l'un des auditoriums pour réduire les coûts de construction, mais la disposition en forme de sablier du bâtiment a été conservée, bien qu'avec des murs latéraux incurvés.

#### Construction
En avril 1948, le président américain Harry Truman a demandé au Congrès des États-Unis d'approuver un prêt sans intérêt de 65 000 millions de dollars pour financer la construction,. Étant donné que le Congrès n’a pas approuvé le prêt pendant plusieurs mois, il y avait une incertitude quant à la poursuite du projet,. Le Congrès a autorisé le prêt en août 1948, dont 25 millions de dollard ont été immédiatement mis à disposition par la Reconstruction Finance Corporation,. Lie avait affirmé cette somme s ne suffirait qu'à financer la construction du bâtiment du Secrétariat, retardant ainsi l'achèvement des autres bâtiments. La cérémonie de pose de la première pierre des premiers bâtiments a eu lieu le 14 septembre 1948, lorsque les travaux du bâtiment du Secrétariat ont commencé,. Le bâtiment de l'Assemblée générale serait la troisième et dernière structure majeure du complexe à être achevée, avec une date d'ouverture prévue pour la fin de 1951. Fuller Turner Walsh Slattery Inc., une coentreprise entre la George A. Fuller Company, Turner Construction, la Walsh Construction Company et la Slattery Contracting Company, a été choisie en décembre 1948 pour construire le bâtiment du Secrétariat et les fondations des bâtiments restants,.
Le site avait été fouillé en février 1949,. Le projet a été retardé plus tard cette année-là en raison d'une grève des ouvriers de l'acier,. En décembre, l'ONU a attribué un contrat pour la construction de l'acier à l'American Bridge Company. À cette époque, la structure devait être achevée en 1952,. Le contrat, tel que finalisé en mars 9,100 tonnes d'acier au coût de 1,7 USD millions,. En réponse aux critiques selon lesquelles les contrats généraux pour la construction du siège de l'ONU avaient été attribués exclusivement à des entreprises américaines, les responsables de l'ONU ont indiqué qu'ils pourraient engager des entreprises étrangères pour fournir des matériaux pour le bâtiment de l'Assemblée générale. En juillet, l'ONU a accordé un contrat de 11 millions de dollars à Fuller Turner Walsh Slattery Inc. pour la construction du bâtiment de l'Assemblée générale, ainsi que de la moitié nord du parc à automobile du siège de l'ONU (directement sous le bâtiment) ,. À l’époque, la salle devait être achevée à temps pour la sixième session de l’Assemblée générale en 1952.
La construction de la charpente métallique du bâtiment a commencé le 16 février 1951, date à laquelle le parc à automobile du sous-sol était presque terminé. En avril, les ouvriers érigeaient rapidement la charpente métallique du bâtiment de l’Assemblée générale. Il y eut des retards importants dans l'importation de la pierre de Portland, et seulement un quart de la totalité des pierres avait été livré en mai 1951. Cela a conduit les responsables à exprimer leur inquiétude quant au fait que le bâtiment ne pourrait pas accueillir l’Assemblée générale en 1952,. De plus, l'American Bridge Company a déclaré qu'il y avait des difficultés dans la construction de la structure en acier du dôme. Toutes les pierres étaient arrivées en août 1951. Le bâtiment était presque terminé en mai 1952, lorsque les délégations ont voté pour retarder d'un mois le début de la session de l'Assemblée générale, permettant aux ouvriers d'installer l'équipement électrique et de meubler l'intérieur. Le bâtiment de l'Assemblée générale a accueilli une exposition architecturale du siège des Nations unies en juin 1952, avant l'ouverture officielle du bâtiment.

### Ouverture et premières années

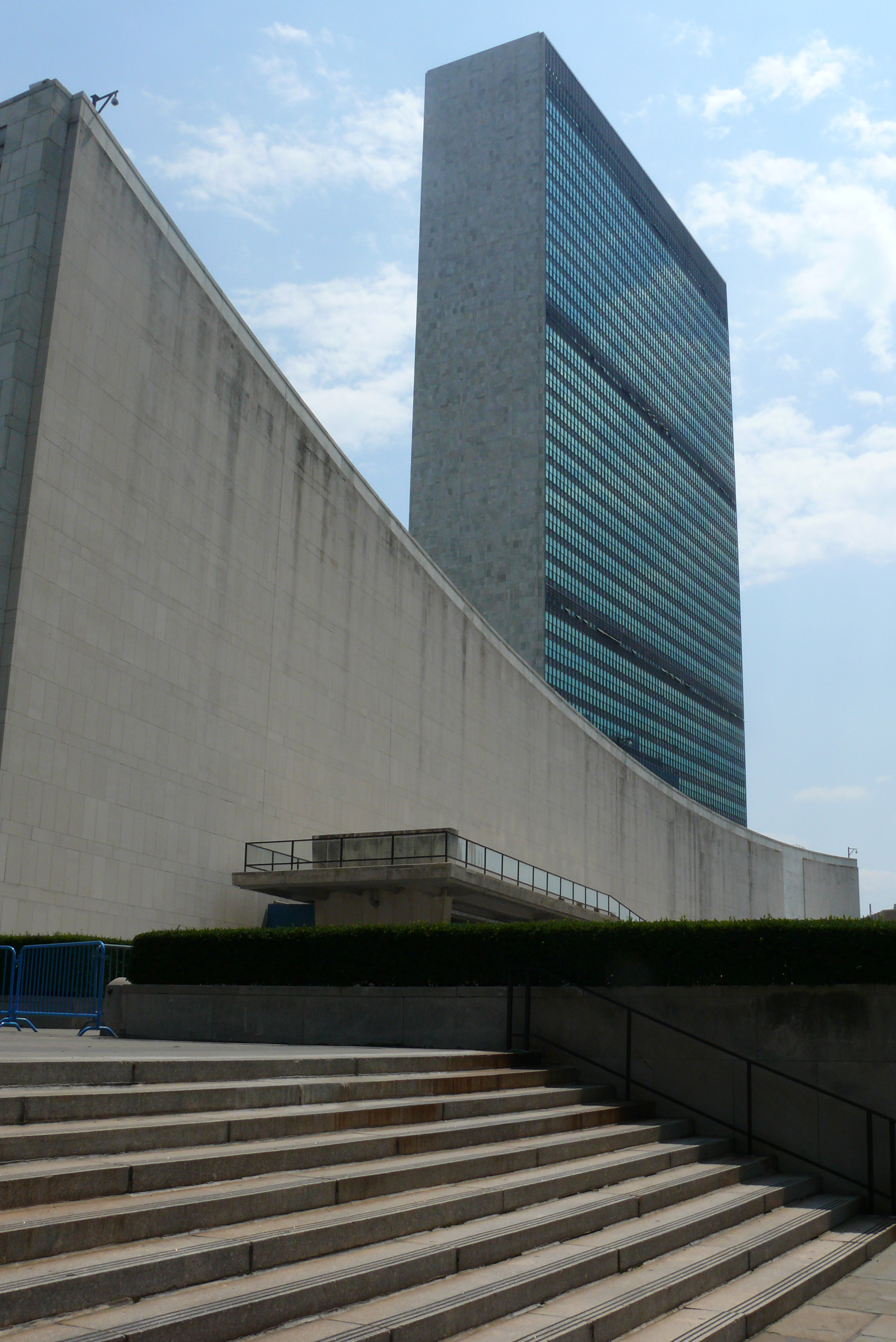
Vu depuis l'extrémité nord du bâtiment, avec le bâtiment du Secrétariat en arrière-plan.

Le bâtiment a été officiellement inauguré le 10 octobre 1952, lorsque le secrétaire général Trygve Lie a présidé une cérémonie,. L'événement a marqué l'achèvement du siège des Nations unies, qui avait coûté 68 millions de dollars américains pour la construction, soit environ 3 millions de dollars américains de plus que le budget initial. La première session de l'Assemblée générale dans le bâtiment a commencé quatre jours plus tard, le 14 octobre. L'ancienne première dame des États-Unis, Eleanor Roosevelt, a inauguré une boutique de souvenirs dans le sous-sol du bâtiment de l'Assemblée générale le même jour. La salle de l'Assemblée générale pourrait accueillir jusqu'à 90 délégations, ce qui est largement suffisant pour accueillir les 60 membres de l'ONU au moment de l'achèvement du bâtiment. Le New York Times écrivait en 1954 : « Il est entendu ici qu'il continuera à y avoir une quantité considérable d'espace inutilisé dans le hall pendant un certain temps encore. ». L'Association américaine pour les Nations unies a commencé à organiser des visites guidées publiques du siège lorsque le bâtiment de l'Assemblée générale a été achevé,. Les visites guidées ont été très populaires, attirant 250 000 visiteurs pendant six mois en 1953.
Les responsables de l'ONU ont installé une salle de méditation temporaire à côté du hall nord à la fin de 1952, bien qu'un manque de fonds ait empêché l'installation d'une salle permanente. L'ONU a construit un poste de contrôle de sécurité à côté du hall nord en février 1953, et Columbia University Press a commencé à exploiter la librairie au sous-sol du bâtiment plus tard cette année-là. Sous le mandat du secrétaire général Dag Hammarskjöld, le bâtiment de l'Assemblée générale a également commencé à accueillir des concerts à l'occasion de la Journée des Nations unies et d'autres occasions spéciales; le premier concert de ce type a eu lieu le jour de la Journée des Nations unies en 1954. L'ONU a inauguré la tapisserie du Triomphe de la paix de Peter Colfs dans le bâtiment en octobre de la même année,. Un café au sous-sol a ouvert ses portes en août 1954 dans le cadre d'une rénovation du sous-sol d'un coût de 380 000 dollars américains, et les sceaux de la tribune de la salle de réunion ont été retirés cette année-là. La salle de méditation à côté du hall nord a été rénovée en février 1957, et les peintures murales Guerre et Paix de Candido Portinari ont été inaugurées dans le bâtiment en septembre de la même année.

### Élargissement de l'ONU
En 1957, l’ONU comptait 82 États membres et connaissait une expansion rapide. Les responsables de l'ONU ont prévu de remplacer une partie des sièges des observateurs par des sièges pour les délégués. Lors de la réunion de l'Assemblée générale de 1960, Hammarskjöld avait proposé un vaste programme de rénovation coûtant 7,7 milliards de dollars américains, mais cela n'a pas été exécuté en raison d'un manque de fonds. Au lieu de cela, l'ONU a commencé une rénovation plus modeste de la salle de l'Assemblée générale et du bâtiment de conférence adjacent en juin 1960,, dont le coût était estimé à 100 000 dollars. L'ONU a supprimé plus de 100 sièges d'observateurs et installé des bureaux pour six délégations supplémentaires. Les travaux ont été achevés en août 1961. La même année, Abstract sculpture de l'artiste américain Ezio Martinelli a été montée sur l'élévation est de la façade du bâtiment. Avant la session de l'Assemblée générale de 1962, l'ONU a réduit la taille des galeries des journalistes afin que la salle puisse accueillir 108 délégations. Malgré cela, il y avait si peu d'espace que certains délégués ont dû s'asseoir dans la zone réservée aux journalistes lors de la réunion de 1962,.
Les planificateurs de l’ONU avaient conclu que le siège ne pouvait pas accueillir de délégations supplémentaires sans subir d’importantes rénovations. Pour accueillir les nouvelles délégations, le secrétaire général U Thant a proposé soit de déplacer les sièges des journalistes, soit de réduire chaque délégation à cinq sièges. Fin 1962, la commission budgétaire de l'Assemblée générale a approuvé des plans visant à installer des microphones pour les délégués et à agrandir la capacité d'accueil de la salle pour accueillir 126 délégations, bien que la commission ait rejeté une proposition plus coûteuse visant à agrandir le siège. À la suite de plaintes selon lesquelles l'agencement exigu de la salle rendait difficile la tenue de votes par appel nominal, l'Assemblée générale a commencé à tester un système de vote électronique en 1964. L'ONU a également rénové la salle pour 3 millions dollars américains la même année. Les travaux comprenaient la réduction du nombre de sièges pour chaque délégation de 10 à 6 ; le déplacement des sièges des journalistes pour faire place aux sièges des délégués ; et la réorganisation d'une partie du sous-sol pour créer un studio de télévision et des bureaux supplémentaires.

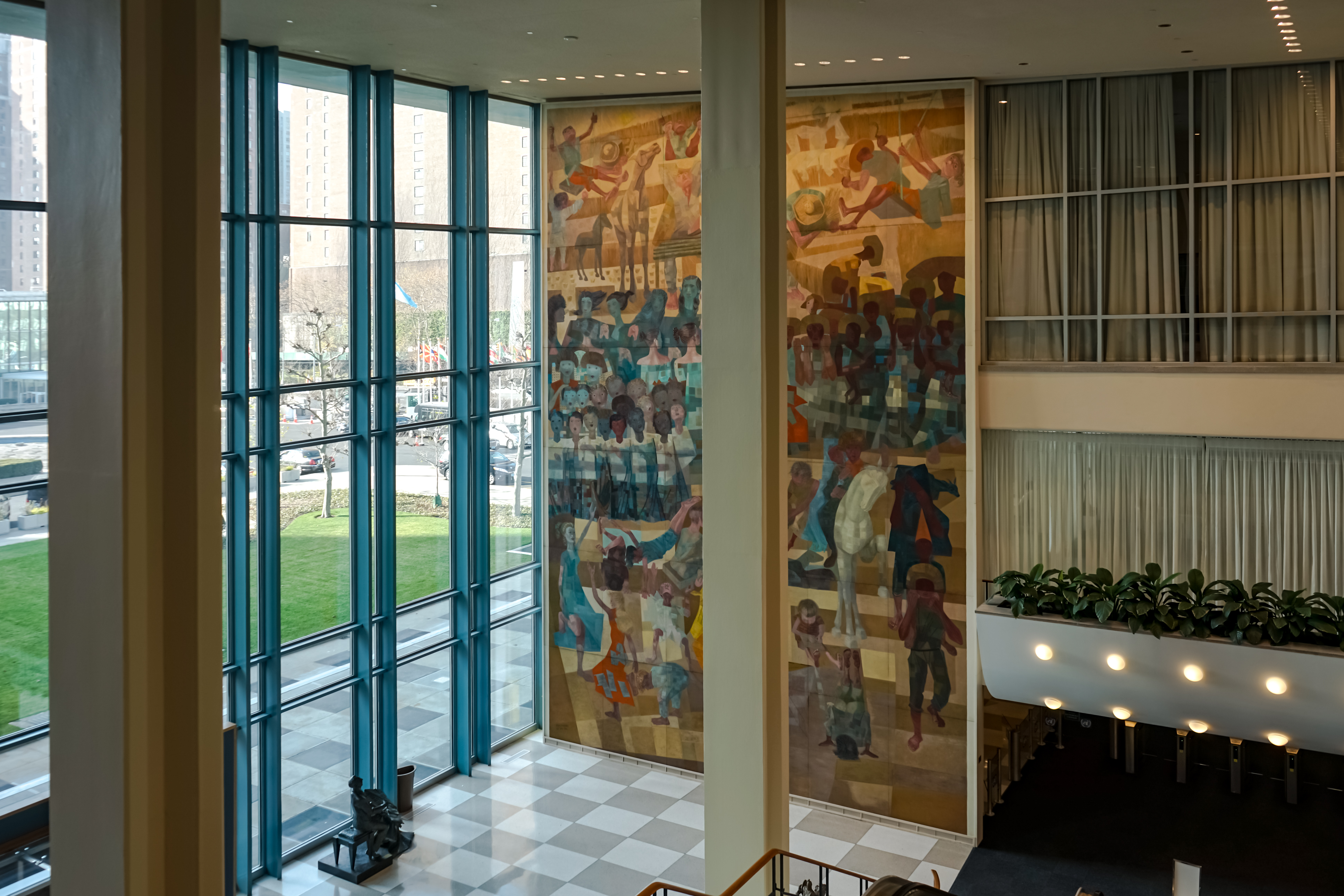
Hall sud du bâtiment de l'Assemblée générale.

L’ONU a continué de se développer au cours des années 1970, mettant encore plus à rude épreuve ses installations physiques. En 1977, l’Assemblée générale envisageait d’agrandir la salle des séances pour pouvoir accueillir jusqu’à 178 délégations. Un buste en bronze du compositeur Pablo Casals, qui s'était produit à deux reprises dans la salle de l'Assemblée générale, a été inauguré dans le hall nord la même année. La société Fuller a commencé à agrandir la salle de l'Assemblée générale en janvier 1978 dans le cadre d'un projet de 26 millions de dollars américains pour une rénovation de l'ensemble du complexe, conçue par Harrison & Abramovitz. Les ouvriers ont installé un nouveau câblage sous les planchers en béton et l'ONU a engagé une entreprise canadienne pour remettre à neuf les chaises des délégués, puisque le fabricant des chaises d'origine n'existait plus. La première phase de rénovation a été achevée en septembre 1979, avant l’ouverture de la session de l’Assemblée générale. La salle agrandie pourrait accueillir jusqu'à 182 délégations. Le projet de rénovation dans son ensemble a été achevé en 1981,.
Toutes les nations ont reçu six sièges à l’Assemblée générale, quelle que soit la taille de leur délégation,. Certaines des plus petites délégations ne comptaient qu'un seul membre et laissaient toujours plusieurs sièges vides, tandis que d'autres délégations devaient alterner leurs sièges entre des dizaines de membres. Il était initialement permis de fumer dans tout le complexe, mais l'Assemblée générale a interdit de fumer dans certaines des plus petites pièces du bâtiment en 1983. À l’époque, il était encore permis de fumer dans la salle de l’Assemblée générale et dans les bureaux privés. L’Assemblée générale ne se réunit généralement qu’entre septembre et décembre, mais l’ONU continue d’organiser des visites de la salle tout au long de l’année. De plus, la cafétéria des délégués et les boutiques du sous-sol étaient ouvertes aux touristes.

### Rénovation et 21e siècle
En raison de déficits de financement dans les années 1980, l'ONU a réaffecté une partie des fonds d'entretien de son siège vers des missions de maintien de la paix et d'autres activités. En 1998, le bâtiment était devenu technologiquement obsolète et les responsables de l’ONU ont envisagé de rénover le siège. Les systèmes mécaniques étaient tellement obsolètes que l’ONU a dû fabriquer ses propres pièces de rechange,. Le New York Times a écrit que « si les Nations unies devaient se conformer aux réglementations de construction de la ville [...] elles pourraient bien être fermées »,. À l’époque, l’ONU avait proposé de rénover le bâtiment pour 800 millions de dollars américains, les responsables de l’ONU ayant conclu que le coût à long terme des rénovations serait moins élevé que de ne rien faire. Le budget proposé par l'ONU pour 1999 comprenait 22 millions pour réparer les toits du bâtiment de l'Assemblée générale et d'autres structures du complexe de l'ONU. L’ONU a commandé un rapport au cabinet d’ingénierie Ove Arup & Partners, qui a publié ses conclusions en 2000. Le rapport recommandait de rénover le siège de l’ONU sur une période de six ans, y compris la salle de l’Assemblée générale,,. L’ONU n’a pas pu obtenir de financement pour le projet à l’époque.
Après l'adhésion de la Suisse à l'ONU en 2002, le gouvernement suisse a rénové la salle GA 200 située derrière la tribune de la salle de l'Assemblée générale, qui a été inaugurée en 2005,. En outre, la peinture murale de Ranan Lurie, Uniting Painting, a été installée temporairement dans le hall nord en 2005, marquant la première fois que l'ONU autorisait une installation artistique indépendante à grande échelle à son siège. L'ONU a décidé de rénover ses structures existantes sur une période de sept ans pour 1,6 milliard de dollars américain. Louis Frederick Reuter IV a initialement conçu la rénovation, mais il a démissionné en 2006 à la suite de divers différends entre des responsables de l'ONU et des États-Unis. Michael Adlerstein a été embauché comme nouvel architecte du projet. La société d'ingénierie Skanska a été engagée pour rénover les bâtiments du Secrétariat, de la Conférence et de l'Assemblée générale en juillet 2007,. À ce stade, le coût du projet s'élevait à 1,9 milliard de dollars américains ,.
La rénovation du siège des Nations unies a officiellement commencé en 2008, bien que d'autres bâtiments aient été rénovés en premier. La même année, l'Assemblée générale a interdit de fumer dans le reste du bâtiment de l'Assemblée générale. Le complexe a été modernisé avec diverses caractéristiques de construction écologique dans le cadre du projet. Le bâtiment de l'Assemblée générale a été fermé pour rénovation le 31 mai 2013. Au cours du projet, l'Assemblée générale s'est réunie dans un bâtiment temporaire sur la pelouse nord du siège de l'ONU. Des haut-parleurs audio ont été installés à la place des anciens cendriers de la salle, devenus obsolètes. Le projet comprenait également le nettoyage des murs, ainsi que l'élimination des matériaux ignifuges à base d'amiante et de mercure de la salle. Les ouvriers ont installé un système de climatisation sous le plancher de la salle de l'Assemblée générale et ont ajouté des écrans aux bureaux. Les peintures murales de Fernand Léger ont également été restaurées. Une sculpture en ivoire dans le hall nord, un cadeau du gouvernement chinois, a également été retirée. Lorsque le bâtiment a rouvert ses portes en septembre 2014, il s'agissait de la dernière structure du siège de l'ONU à avoir été mise aux normes selon les normes du bâtiment de la ville de New York.

## Réception critique
Lorsque le bâtiment fut achevé en 1952, l'Architectural Forum écrivit que « la nouvelle salle de réunion est presque aussi différente que possible de l'attente suscitée par sa chaste coque de marbre ». Selon l'Architectural Forum, la conception du bâtiment « a marqué un changement architectural, passant de l'accent mis sur la " fonction " et la logique structurelle à l'accent mis sur la forme et la logique de l'art ». Le New York Herald Tribune a écrit que le toit « offre un contraste spectaculaire avec les lignes rigoureuses [du siège] ». Le magazine Life a décrit le bâtiment comme ayant une « façade en marbre et en verre semblable à une falaise » ainsi que des « murs à taille pincée », tandis que le South China Morning Post a déclaré que le bâtiment avait été comparé à un « palais de cinéma moderne ». L'Architectural Forum s'est prononcé en faveur de la conception, affirmant qu'elle était le fruit d'un « tempérament différent et d'une approche différente de certains des maîtres modernes les plus connus »,.
De nombreux commentateurs ont été très critiques à l’égard de la conception,. L'Architectural Forum a écrit : « Seule une poignée de critiques semblaient disposés à reconnaître que Harrison, un homme aux nombreuses réalisations remarquables, avait peut-être de bonnes raisons de s'écarter autant des canons de l'architecture contemporaine. ». George Howe, de la Yale School of Architecture, a exprimé son désaccord avec la caractérisation du bâtiment l'Architectural Forum comme étant de « baroque populaire », déclarant : « Je préférerais un adjectif plus analytique. On pourrait appeler cet intérieur, par exemple, la phase législative de l'architecture moderne. »,. Pietro Belluschi, de la MIT School of Architecture and Planning, a été encore plus direct dans sa désapprobation, déclarant : « Si c'est le fruit de 50 ans d'essais et d'erreurs dans la pensée architecturale, il y a lieu d'être découragé. »,. L'Architectural Forum a également interviewé Robert Woods Kennedy, un jeune architecte qui l'a qualifié d'« éclectisme devenu moderne »,, et Landis Gores, un moderniste qui a déclaré que « l'ineptie apparente partout dans le bâtiment de l'Assemblée ne peut être excusée par une contre-offensive contre les principes architecturaux ». L'un des rares partisans de ce projet était Nathaniel A. Owings, du cabinet d'architectes Skidmore, Owings & Merrill, qui a déclaré qu'il s'agissait d'un « bâtiment très intéressant et réussi, sans rien qui ne soit le développement logique d'un programme de recherche raisonnable ».
Certains ont critiqué le fait que la masse du bâtiment ne reflétait pas nécessairement sa fonction, ce qui contrastait avec les vues de nombreux architectes modernes selon lesquelles la forme suit la fonction. Le critique d'architecture Lewis Mumford a déclaré que « l'on pouvait pardonner toutes les lacunes architecturales » du complexe lorsqu'on regardait les bâtiments depuis le nord,. Mumford a comparé les « formes ondulantes » des parapets du hall nord aux dessins de l'architecte allemand Erich Mendelsohn,. Le journaliste britannique Alistair Cooke a écrit pour le Manchester Guardian que le dôme « semble s'être effondré dans un marécage de ciment qui n'a pas durci ». L'architecte moderniste Paul Rudolph a déclaré que « le bâtiment n'est pas vraiment un produit du style international, mais plutôt un arrière-plan pour un film de série B sur " un seul monde " avec Rita Hayworth dansant sur la rampe principale », . Rudolph a également critiqué le fait que l'extérieur du bâtiment ne ressemblait pas du tout à son intérieur,.
Le bâtiment de l'Assemblée générale et ses structures connexes ont été représentés dans de nombreux films tels que Le Mur de verre (1953) et La Mort aux trousses (1959). Le film de 2005 L'Interprète a été le premier à être réellement tourné à l'intérieur du siège,. Lors du tournage de L'Interprète en 2004, le New York Times a écrit que le bâtiment « n'a pas connu un succès immédiat auprès de la communauté architecturale lors de son ouverture en 1952, et il est intéressant, à la lumière de ce dernier chapitre de son histoire, de voir comment ses détracteurs ont choisi de le démanteler ».